# Trypeticus subobeliscus
Trypeticus subobeliscus är en skalbaggsart som beskrevs av Kanaar 2003. Trypeticus subobeliscus ingår i släktet Trypeticus och familjen stumpbaggar. Inga underarter finns listade i Catalogue of Life.